# Goldhaube (Luftraumüberwachung)
Goldhaube ist die Bezeichnung für das militärische Luftraumüberwachungs-System Österreichs.

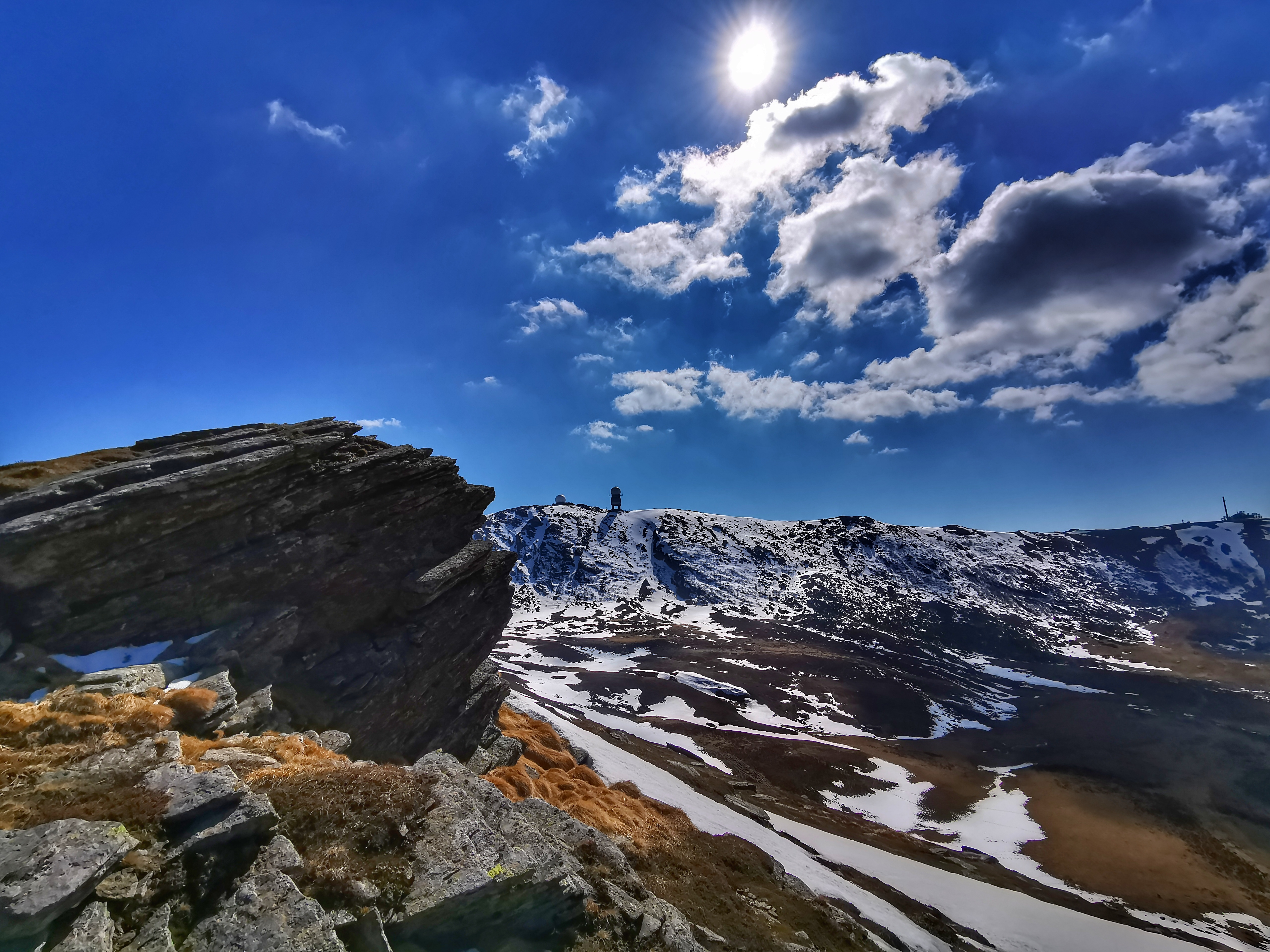
Goldhaube (mittig) auf dem Großen Speikkogel

## Geschichte
Ende der 1950er Jahre gab es erste Pläne für ein österreichweites Luftraumüberwachungssystem. Im März 1958 wurden drei verlegbare Radarstationen in Betrieb genommen. Heute ergänzen sie die Großraumradarstationen, deren erste ursprünglich für den Standort Hochschneeberg geplant war und schließlich nördlich von Wien auf dem Steinmandl (Leiser Berge) gebaut wurde. Ab 1963 wurden vier weitere verlegbare Geräte eingesetzt. Bis zum Jahr 1968 wurde die Station Kolomansberg (Salzburg) weiter ausgebaut. Die dritte militärische Radarstation steht in Kärnten auf dem höchsten Gipfel der Koralpe, dem Großen Speikkogel.
Bei der Planung für die Erneuerung der technischen Systeme ab 1975 wurde dieses Projekt „Goldhaube“ benannt. Die Anlagen wurden mit neuen 3D-Geräten (Entfernungs-, Richtungs- und Höhenmessung) ausgestattet.
Seit Anfang der 1980er Jahre, als das „Projekt Goldhaube“ abgeschlossen war, überblickt die österreichische Luftraumüberwachung ein Gebiet, das in jeder Richtung mehrere hundert Kilometer über die österreichische Grenze hinaus reicht. Dies soll eine rechtzeitige Vorwarnung im Ernstfall ermöglichen. Nachdem während des Kroatienkriegs 1991 der kroatische Pilot Rudolf Perešin mit seinem jugoslawischen Jagdflugzeug im Tiefflug unbemerkt den Flughafen Klagenfurt erreicht hatte, wurde auch die Installation eines Tiefflugüberwachungssystems forciert. Dieses war zwar schon seit den 1970er Jahren geplant, wurde allerdings erst nach diesem Ereignis in die Tat umgesetzt und ab 1997, nach Auslieferung und Installation der ersten Anlagen, in Betrieb genommen.

## Aufbau
Die sechs Großraum-Radarstationen (drei militärische Primärradars (PSR) sowie Sekundärradars (SSR) und drei zivile SSR-Stationen der Austro Control) mit unterschiedlicher Reichweite bilden zusammen mit den sechs ASR der Flughäfen (drei militärische ASR und drei zivile ASR) das Multiradartracking (MTR) des Systems Goldhaube:
- Ortsfeste Radarstationen (ORS), Großraumradar:
  - militärisch:
    - Kolomansberg, Salzburg
    - Steinmandl/Leiser Berge, Niederösterreich
    - Großer Speikkogel/Koralpe, Kärnten. Bei schweren Unwettern im Mai 2012 wurde die Anlage schwer beschädigt und für Reparaturarbeiten außer Betrieb genommen. Die Überwachung erfolgte zwischenzeitlich über die verlegbare Radarstation MRCS-403. Die Wiederinbetriebnahme der Radarstation erfolgte im Herbst 2013.[1][2]

  - zivil:
    - Feichtberg, Oberösterreich
    - Buschberg/Leiser Berge, Niederösterreich
    - Großer Speikkogel/Koralpe, Kärnten
- Aerodrome Surveillance Radar (ASR), Flugplatzradar:
  - militärisch
    - Fliegerhorst Leopold Figl in Tulln-Langenlebarn, Niederösterreich
    - Fliegerhorst Hinterstoisser in Zeltweg, Steiermark
    - Fliegerhorst Vogler in Linz-Hörsching, Oberösterreich (vom Flughafen Linz zivil mitgenutzt)

  - zivil
    - Flughafen Wien (Vienna International) in Schwechat, Niederösterreich
    - Flughafen Salzburg W. A. Mozart, Stadt Salzburg
    - Flughafen Graz-Thalerhof in Feldkirchen/Kalsdorf bei Graz, Steiermark (vom Fliegerhorst Nittner militärisch mitgenutzt)

Das Herzstück der Luftraumüberwachung befindet sich in Sankt Johann im Pongau in der Einsatzzentrale Basisraum (Regierungsbunker). Militärisch-ziviles Bindeglied ist das Military Control Center (MCC). Zusätzlich ist eine Verdichtung durch verlegbare Radarstationen (3D-Radargerät Mobile Radar Control System MRCS-403, Selenia), und durch das  Tieffliegererfassungsradarsystem Flamingo (TER, Thomson-CSF) möglich, die dem Radarbataillon (RadB, Zeltweg/Fh. Hinterstoisser und Aigen im Ennstal/Fliegerhorst Fiala Fernbrugg) zugeordnet sind.
Das System untersteht  dem Kommando Luftraumüberwachung (Kdo LRÜ) in der Schwarzenbergkaserne (Wals-Siezenheim bei Salzburg).

## Reichweite
Das System Goldhaube überblickt einen Luftraum, der zumindest bis zu folgenden Ländern und Punkten reicht:
- Westen: fast die gesamte Schweiz, bis etwa Lausanne
- Nordwesten: bis an die Grenze Luxemburgs
- Norden: Berlin in Deutschland
- Nordosten: Łódź in Polen
- Osten: bis zur rumänischen und ukrainischen Grenze; fast ganz Ungarn
- Südosten: fast bis Belgrad und etwas über Sarajevo hinaus
- Süden: ungefähr bis Ancona in Italien
- Südwesten: bis einschließlich Ligurische Küste (Ligurien) und Genua sowie bis Turin.